# Diabolical Figures
Albums de Graveworm
Collateral Defect
(2007)
Diabolical Figures est le septième et dernier album studio en date du groupe de black metal symphonique germano-italien Graveworm. L'album est sorti le 26 juin 2009 sous le label Massacre Records.
Le titre Message in a Bottle est reprise du groupe The Police.

## Liste des titres
1. Vengeance Is Sworn - 4:18
2. Circus of the Damned - 5:58
3. Diabolic Figures - 4:54
4. Hell's Creation - 4:05
5. Forlorn Hope - 6:27
6. Architects of Hate - 4:07
7. New Disorder - 3:10
8. Message in a Bottle (reprise du groupe The Police) - 4:16
9. Ignoreance of Gods - 4:56
10. The Reckoning - 2:14

## Musiciens
- Stefan Fiori : Chant
- Orgler "Stirz" Thomas : Guitare
- Eric Righi : Guitare
- Harry Klenk : Basse
- Sabine Mair : Claviers
- Maschtl Innerbichler : Batterie